# Исакова, Нина Сергеевна
Ни́на Серге́евна Иса́кова (род. 8 октября 1928, Себеж, Ленинградская область) — советская, российская камерная и оперная певица (меццо-сопрано), педагог. Народная артистка СССР (1981).

## Биография
Нина Исакова родилась 8 октября 1928 года в Себеже.
Во время Великой Отечественной войны была партизанкой.
В 1953 году окончила Черновицкое музыкальное училище (ныне Черновицкое училище искусств имени С. Воробкевича), в 1958 — Московскую консерваторию имени П. И. Чайковского (класс Ф. С. Петровой).
В 1958—1985 годах была солисткой Московского музыкального театра имени К. С. Станиславского и Вл. И. Немировича-Данченко.
Выступала в концертах. Исполнительница камерной музыки. Основу её репертуара составляли произведения советских композиторов З. А. Левиной, К. В. Молчанова, Т. Н. Хренникова, Д. Д. Шостаковича, А. М. Шахбулатова,
Т. Г. Смирнова и др.
Обладала голосом густого сочного тембра, особенно красивым в нижнем контральтовом регистре, высоким вокальным мастерством, драматическим дарованием. Среди её лучших партий — образы целеустремлённых, сильных духом женщин. Лёгкостью и сценической непринуждённостью отличалось исполнение комедийных ролей.
Выступала в спектаклях Большого театра.
С 1958 года гастролировала за рубежом (Польша, Венгрия, ГДР, Дания, Канада, Иран, ФРГ и др.)
С 1978 года преподавала в Московской консерватории имени П. И. Чайковского.
Депутат Верховного Совета РСФСР 7-го созыва.

## Звания и награды
- Лауреат Международного конкурса музыкантов-исполнителей в Женеве (2-я премия, 1958)
- Заслуженная артистка РСФСР (1960)
- Народная артистка РСФСР (1969)
- Народная артистка СССР (1981)
- Государственная премия РСФСР имени М. И. Глинки (1972) — за концертные программы (1969—1971)
- Орден «Знак Почета»
- Медали

## Партии
- «Емельян Пугачёв» М. В. Коваля — Устинья
- «Оптимистическая трагедия» А. Н. Холминов — Комиссар
- «Катерина Измайлова» Д. Д. Шостаковича — Сонетка
- «Так поступают все женщины» В. А. Моцарта — Дорабелла
- «Перикола» Ж. Оффенбаха — Перикола
- «Борис Годунов» М. П. Мусоргского — Марина Мнишек
- «Царская невеста» Н. А. Римского-Корсакова — Любаша
- «Пиковая дама» П. И. Чайковского — Графиня
- «Безродный зять» («Фрол Скобеев») Т. Н. Хренникова — Варвара
- «Обручение в монастыре» С. С. Прокофьева — Клара
- «Ценою жизни» А. А. Николаева — Зойка
- «Евгений Онегин» П. И. Чайковского — Ольга
- «Снегурочка» Н. А. Римского-Корсакова — Весна
- «Свадьба Фигаро» В. А. Моцарта — Керубино

## Фильмография
- 1967 — Патетическая оратория
- 1969 — Оптимистическая трагедия (фильм-спектакль) — комиссар (вокал) (роль О. Новак)